# Яцкіна Галина Іванівна
Яцкіна Галина Іванівна (рос. Яцкина Галина Ивановна; 16 червня 1944, Махачкала, РРФСР, СРСР — 10 березня 2024) — радянська і російська актриса театру і кіно, театральний педагог, режисер, сценарист і продюсер документального кіно. Заслужена артистка РРФСР (21.11.1980). Кандидат мистецтвознавства (1982).

## Біографічні відомості
Народилася 16 червня 1944 р. Закінчила Театральне училище імені Б. В. Щукіна (1966, курс Б.Є. Захави) і аспірантуру при цьому ж училищі (1979).
У кінематографі — з 1962 року. Перший великий успіх принесла роль Алі у фільмі «Жінки» (1966, реж. Павло Любимов). Знялася у низці картин українських кіностудій: «Здрастуйте, лікарю!» (1974), «Люди і дельфіни» (1983), «Опік» (1988), «Провінціалки» (1990).
У 1966—1967 рр. — актриса Московського драматичного театру ім. К.С. Станіславського.
З 1967 року — актриса Московського академічного театру ім. В. Маяковського.
З 1973 року — актриса Московського державного театру «Ленком».
З 1977 року — член КПРС. Була секретарем парторганізації Щукинського училища.
З 1979 року — педагог кафедри акторської майстерності Театрального училища імені Б. Щукіна.
З 1991 року — генеральний директор студії «Кіноконтакт» (kinocontact.ru). Режисер, сценарист і продюсер документального кіно.

### Родина
Актриса була одружена кілька разів.
 
Син: Василь Леонідович Яцкін (народжений в 1972 р. (за іншими даними 15.10.1971) у шлюбі (1972—1976) з кінорежисером Л.Є. Головнею) — режисер, сценарист, журналіст, керівник студії «Кіноконтакт»; автор православного місіонерського культурно-освітнього та патріотично-виховного кінопроекту «Під сонцем», кінолекторія за підтримки Міністерства Культури РФ. Фігурант бази даних центру «Миротворець». У дитинстві знявся з матір'ю у картині кіностудії «Київнаукфільм» «Люди і дельфіни» (1983).

## Фільмографія
Акторські роботи:
- «Повінь» (1962, Даша)
- «Троє» (1966, фільм-спектакль)
- «Жінки» (1966, Алевтина (Аля) Павлівна Ягодкіна)
- «Удар! Ще удар!» (1968, Женя Струмиліна, подруга Сергія)
- «Пори року» (кіноальманах): «Четвертий тато» (1968, Фенечка, домробітниця)
- «Відлуння далеких снігів» (1969, Ірина, геолог, кохана жінка Костомарова; реж. Л. Головня)
- «Відлуння минулого» (1970, радіооператор (немає в титрах)
- «Що робити?» (1971, Віра Павлівна)
- «Несподіване поряд» (1971, Тіна Баришева)
- «Кінець Любавіних» (1971, Клавдія; реж. Л. Головня)
- «Здрастуйте, лікарю!» (1974, Ніна, дружина Олександра; реж. В. Левін, Одеська кіностудія)
- «Бенкет під час чуми» (1974, Луїза; фільм-спектакль, реж. М. Захаров)
- «Слово для захисту» (1976, Ірина Межнікова, адвокат; реж. В. Абдрашитов) — Перша премія на Всесоюзному кінофестивалі (1977) — „За найкращу жіночу роль“
- «Уроки французької» (1978, Марія Андріївна, мати Володі; реж. Є. Ташков)
- «Візьму твій біль» (1980, Тася Батрак)
- «Людина, яка закрила місто» (1983, Чекурова; реж. О. Гордон)
- «Люди і дельфіни» (1983, Джанай, помічник Чернікова; реж. В. Хмельницький, «Київнаукфільм»)
- «Таємна подорож еміра» (1986, Дар'я)
- «Опік» (1988, Лідія; реж. Г. Глаголєв, Одеська кіностудія)
- «Колишній тато, колишній син» (1989, Клава, мати Сергія)
- «Рогоносець» (1990, дружина)
- «Провінціалки» (1990, Лідія Андріївна; реж. Б. Квашньов, Укртелефільм)
- «Блаженна» (2008, покоївка; Росія—Україна)
- «Вогні великого міста» (2009, т/с, реж. С. Виноградов)

Режисер документального кіно:
- «Данило і Алла» (2005, документальний (із циклу «Під сонцем»); співавт. сценарію з В. Яцкіним; фільм присвячений Аллі Андрєєвій — вдові поета Д.Л. Андрєєва (сина письменника Л.М. Андрєєва)
- «Острів Спасіння» (2007, документальний (із циклу «Під сонцем»), співавт. сценарію)
- «Російський офіцер» (2011, документальний, у співавт. з В. Яцкіним)
- «Наталі» (2012, документальний, у співавт.; фільм присвячений актрисі і театральному педагогу Н.Й. Сухостав)
- «Лікар останньої надії» (2013, документальний (із циклу «Під сонцем») у співавт.; співавт. сценарію; фільм присвячений життю та роботі лікаря-ортопеда Г.А. Ілізарова)
- «У війни жіноче обличчя» (2015, документальний, співавт. сценар.) та ін.

Продюсер:
- «Благословення або прокляття» (2004, к/м (із циклу «Під сонцем»)
- «Данило і Алла» (2005, документальний)
- «Острів Спасіння» (2007, документальний)
- «Російський офіцер» (2011, документальний)
- «У війни жіноче обличчя» (2015, документальний) та ін.